# グラーフ・フォン・ゲッツェン (砲艦)
グラーフ・フォン・ゲッツェン（SMS Graf Von Götzen）は、ドイツがドイツ領東アフリカのタンガニーカ湖で運航するために貨客船として建造され、第一次世界大戦時にドイツ帝国海軍に接収されて砲艦に改装されて運用された船舶である。船名は探検家にしてドイツ領東アフリカ総督であったグスタフ・アドルフ・フォン・ゲッツェンに因む。
本船は1916年に自沈したものの1924年にサルベージされ、1927年に貨客船リエンバ（Liemba）として運航を再開。建造から100年以上経った2015年現在も現役で運航されている世界で最も古い船のひとつである。
BBCは2014年、当船を主題に「第一次世界大戦 - 塹壕を超えて」シリーズの一環として番組を放映。

## 建造
グラーフ・フォン・ゲッツェンはタンガニーカ湖向けの貨客船としてマイヤー・ヴェルフトで建造され（所在地パーペンブルク）、完成後に一旦分解されて5千梱包を輸送船3隻で運ぶとダルエスサラーム港で陸揚げし、タンガニーカ「中央線」（英語））経由でタンガニーカ湖畔キゴマへ運ぶと、現地組み立て後の1913年に就役した。7つの一等客室（定員18人）、5つの二等客室（定員16人）に一・二等食堂と喫煙室を備えたほか、三等客定員350人の輸送能力があった。
ドイツ領東アフリカの元知事グスタフ・アドルフ・フォン・ゲッツェン伯爵に献名された。
旧東アフリカ鉄道会社（英語）から乗り継ぐ貨客フェリーとして進水し、機能もそのために設計してある。複式蒸気機関（triple expansion engine）（英語）2基と筒形蒸気ボイラー2基で構成、エンジン1基あたり定格出力250指示馬力 (190 kW)とされた。また断熱冷蔵倉庫の冷却ユニットはドライアイス式（単位時間あたり容量3キログラム (6.6 lb)）、照明と換気システムを備えた。乗組員64名（兵員60名、士官4名）。

## 主砲、その他備砲

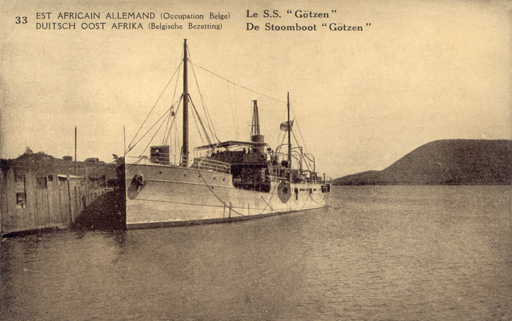
SSグラーフ・フォン・ゲッツェン（砲艦、1915年)

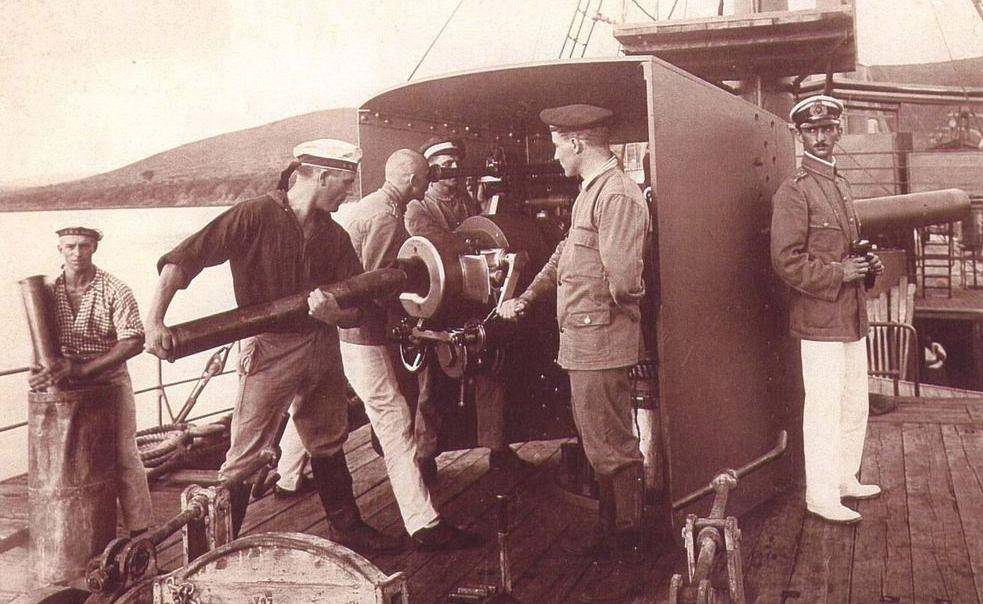
10.5cm速射砲を運用する「グラーフ・フォン・ゲッツェン」乗員。

本艦は元が客船であるために武装を搭載する必要があった。徴発された際にルフィジ川での戦い（en:Battle of Rufiji Delta）で大破着底したドイツ海軍防護巡洋艦「ケーニヒスベルク」の武装をドイツ陸軍が回収しており、その武装の一部を1916年に本艦に搭載した。
本艦の主砲には「クルップ1900年型 SK L/40 40口径10.5cm速射砲」が搭載された。その性能は重量17.4kgの砲弾を仰角30度で最大射程1万2200mまで飛ばせた。これを防盾の付いた単装砲架で艦首に1基を搭載した。砲架の砲身の上下角度は仰角30度・俯角6度で旋回角度は360度だったが実際は上部構造物により射界に制限があった。砲架の旋回・俯仰角・装填は人力で、装填形式はどの角度からでも装填が出来る自由角度装填方式を採用しており毎分10発が可能であった。
他に近接戦闘用にフランス・オチキス社製23口径3.7cm5連装ガトリング砲を2基装備した。

## 艦歴

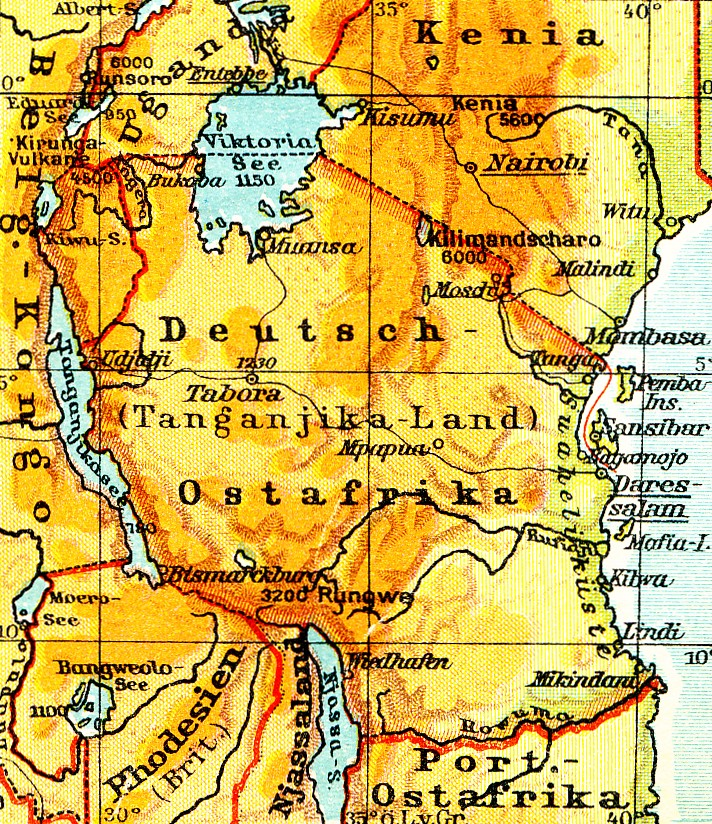
ドイツ領東アフリカの地図。キゴマ港はタンガニーカ湖の左上側に位置する

第一次世界大戦時、グラーフ・フォン・ゲッツェンが就役していたタンガニーカ湖の周囲ではイギリス陸軍とドイツ陸軍が交戦していた。このため、物資の水上輸送路としてタンガニーカ湖の存在が両軍で重要視され、湖上でもイギリス海軍とドイツ海軍との間で戦闘が行われるまでに時間は掛からなかった。イギリス海軍はモーターランチ「ミィミィ（HMS Mimi）」「トゥトゥ（HMS Toutou）」（en:HMS Mimi and HMS Toutou）を持ち込み、1915年12月にドイツ海軍の砲艦「キンガニ（Kingani）」を撃破して鹵獲（ろかく）。続いての戦闘では武装商船「ヘードヴィヒ・フォン・ヴィスマン（Hedwig von Wissman」を撃沈した。このため、ドイツ海軍はグラーフ・フォン・ゲッツェンを徴発して特設砲艦として改装させた。
本艦はキゴマ港を拠点にして活動し始めた。しかし、公安軍の攻勢(タボラ攻勢)により、ドイツ海軍はキゴマ港からの撤退を余儀なくされ、本艦をイギリス海軍に奪われまいと1916年7月26日に自沈させた。間もなく、陸上での戦いでもドイツ陸軍は敗退してタンガニーカ湖は連合国軍の支配下に置かれた。
イギリスは1924年に本艦の引き揚げを行い、修理の上、船名を「リエンバ」（Liemba）に改めて1927年5月16日から貨客船としてタンガニーカ湖での運航を開始した。建造から100年以上経った2015年時点も現役で運航しており、世界で最も古い船のひとつとされている。

### 1952年以降
1927年からほぼ無休で運行したリエンバ号は1948年、営業を東アフリカ鉄道港湾公社（英語）（略号EAR&H）に引き継がれると、タンザニア中央線（英語）と連絡運行が実現し、キゴマ–ダルエスサラーム間と連絡する。船体のオーバーホールは1976年から1979年をかけ、その時点ではパトリック・「パディ」・ドハティ（1918年3月18日 - 2010年1月12日）の手腕により蒸気機関からディーゼル機関2基に積み替えた。ドハティはダウンパトリック生まれ、ハーランド&ウルフ社（英語）（ベルファスト）で見習い工として働いた後、第二次世界大戦ではイギリス海軍の船舶技師として従軍する。戦後は1960年代から1970年代にケニアのキスム（英語）で EAR&H 社に入ると第一機関士として働き、その後はビクトリア湖フェリーの主任機関士に転身した現場一筋である。
EAR&H社が1977年に解散すると「リエンバ」の運行は新設されたタンザニア鉄道株式会社（TRC）が引き継ぐ。TRCは1993年にデンマーク国際開発庁（英語）の後援を受け、オーバーホールを同国の造船所「OSK ShipTech A/S」に委託した。再建はデッキハウス、電子システムと配管、乗客と乗組員の客室の改修、新しいMANエンジン（英語）2基（それぞれ定格出力460 kW (620 hp)）他であった。前部甲板に油圧クレーンを設置、貨物船体後部の客室を改修して乗客定員を600名に増加した。安全性向上のためリエンバ号は前部貨物室領域を二重底にした。このときデンマーク技術者の再測定により当船の全長は71.40メートル (234 ft 3 in)、全幅（ビーム間）は10メートル (32 ft 10 in)と判明した。船は新しい設備類を得て就航速度平均11ノット (20 km/h; 13 mph) に達し、一等客室（ダブルベッド）10室とVIPキャビン2室、二等船室18室（ダブルベッド6部屋、定員4人のベッド入り12室）を設けた。

### 難民支援
タンザニア鉄道株式会社の内水運輸部門は1997年、別会社「Marine Services Company Ltd」として独立。長年のモブツ・セセ・セコ独裁政権の瓦解と第一次コンゴ戦争の戦後処理が進んだ同じ1997年、国連難民高等弁務官事務所はザイールからタンザニアに逃れてきたザイール人難民7万5千人超の本国送還を決める。リエンバ号とムウォンゴゾ号（英語）を採用し、前者は5ヵ月の送還作戦中にキゴマ–ウビラ間を合計22往復している。
2015年5月にはブルンジの紛争下、5万人の救出に当船が緊急援用された。

### 改修か廃船か
TRC はドイツ政府に対して2011年の書簡で支援を要請し、本船の改修または交代のいずれかを助成してほしいと頼まれたドイツ当局が調査を実施したところ、リエンバ号を改修するよりも新造船の経費の方が安価と結論付けたと考えられる。資金援助の最終的な検討は建造地のニーダーザクセン州政府と連邦政府（ベルリン）の間で行われ、当時のドイツ首相クリスティアン・ヴルフは「この船は〈特異な歴史〉を備え、東アフリカの人々に〈不可欠な奉仕〉を行ってきた」と述べた。リエンバ号は2017年、キゴマに係留され大規模な改修を待った。2018年8月9日には運行を再開している。

### 小説や映画
1935年のセシル・スコット・フォレスターの小説『アフリカの女王』（英語）及び同書を原作とする1951年の映画『アフリカの女王』は本船から着想を得たものである。主演にハンフリー・ボガートとキャサリン・ヘプバーンを配し、ロングショットではビクトリア湖の蒸気タグボート「ブガンダ」を砲艦に見立てた。
同作の主人公チャーリー・オールナットは「ルイザ」と呼んでいるが、ドイツの砲艦「ケーニギン・ルイーゼ」（独: Königin Luise）は、タンガニーカ湖で沈没したドイツ砲艦「キンガニ」号を下敷きにしている。作中でイギリス海軍の展開した劇的な海軍作戦に触れてはいるものの、史実は伝えていない(p266)。
また1934年の『ニュー・クロニクル』（英語）シリーズは同じ原作を使いながら、前出の映画版とはかなり異なる構成を採用した。主人公たちはドイツ船籍の客船「ドルトムント」号（大まかな着想は軽巡洋艦ケーニヒスベルク）を攻撃目標と定めると川を下り、デルタ地帯で襲撃する。

## 商用運行
運行会社はタンザニアの私企業マリン・サービス社（英語）で、乗降客はタンザニアのキゴマ港からザンビアのムクルング港（英語）の間の、数々の停泊地を利用する。
1913年にドイツで建造された当初の名称は「グラーフ・フォン・ゲッツェン」号といい、第一次世界大戦中にドイツ帝国がタンガニーカ湖の制圧に使った。1916年7月26日にドイツ軍のキゴマ撤退中に艦長が自沈させ、船体をイギリスの王立海軍が1924年に引き上げて修復し、「リエンバ」号として1927年に再び就役した。現在も旧ドイツ帝国海軍（英語）の船は民生化されて世界中で活発に航行しており、この船はその最後の1隻として、2018年より運行を再開した。
「リエンバ」号の発想を得た小説とは、C・S・フォレスターの小説『アフリカの女王』（1935年）とジョン・ヒューストン監督が同作を原作にした同名の1951年映画作品に登場する砲艦「ルイーザ」号とされる。さらにBBCテレビのシリーズ番組「北極から南極へ」（英語）（1992年）でも紹介された。2010年にはこの船を主題とするドキュメンタリー作品『リエンバ』ができた 。

フェリーのリエンバ号は2018年8月に定期運行を再開、キゴマ発ムプルング行きは水曜日から金曜日、帰路は金曜日から日曜日である。船室は1等（ベッドのある高級船室）から3等（座席のみ）まで。
埠頭は終端のキゴマとムプルング、カサンガ（英語）にはあるが、他の停泊地で乗降客ははしけに乗り換えて陸に上がる。航路沿いの観光名所を訪れるならラゴサ（英語）（マハレ山塊国立公園）、カレマ（英語）（カタヴィ州の州都ムパンダ）およびキピリまたはカサンガ（ルクワ州の州都スンバワンガ）を利用する。